# Bottega (azienda)
Bottega S.p.A. è un'azienda a conduzione familiare fondata nel 1977 che produce vini, grappe, liquori e altri prodotti alimentari tipici italiani. Attualmente l'azienda distribuisce in oltre 148 paesi nel mondo.

## Storia
Bottega S.p.A. ha una storia fatta da tre generazioni impegnate nella produzione di grappa e di vino.
- Il "capostipite" dei Bottega, Andrea, già nel 1635 coltivava la vite in uno dei luoghi più belli del mondo, i colli sopra il Molinetto della Croda di Refrontolo. I Bottega erano fittavoli dei Conti di Collalto, da cui poi riuscirono ad affrancarsi diventando piccoli coltivatori diretti.

- Negli anni '20, Domenico Bottega, enologo, dà il via all'attività di famiglia.

- Negli anni '50 e '60 l'attività proseguì con il figlio, Aldo Bottega, che allarga alla grappa l'attività paterna. Aldo Bottega fondò ufficialmente l'azienda denominandola Distilleria Bottega con sede a Pianzano di Godega (TV).

- Alla morte del fondatore, nel 1983, il figlio Sandro, coadiuvato dalla madre Rosina e dai fratelli Barbara e Stefano, assume la direzione dell'azienda[2].

- Per la prima volta in Distilleria Bottega, nel 1985, la grappa viene confezionata in una bottiglia in vetro soffiato così da creare un legame con la tradizione del vetro soffiato di Murano. Nel 1987 al marchio Bottega, l’azienda decide di affiancare il marchio Alexander dedicato alla grappa e distillati.

- La produzione di Distilleria Bottega inizia a varcare i confini nazionali. All’inizio degli anni 2000, l’azienda allarga la propria produzione vinicola alla Valpolicella (Veneto) e a Montalcino (Toscana). Nella cantina a Valgatara (VR) si producono l’Amarone, il Ripasso e il Recioto, nella seconda, a Montalcino (SI), si producono invece il Brunello, il Chianti Classico ed altri vini tipici toscani.

- Nel 2007 Distilleria Bottega si trasferisce a Bibano di Godega (TV). La sede è costituita da una casa colonica ottocentesca, ristrutturata nel rispetto dei criteri di tutela ambientale e circondata da 10 ettari di vigneti. Dopo una ristrutturazione nella sede storica di Pianzano, nel 2011 viene aperta la nuova soffieria, dove nascono le bottiglie Alexander nel rispetto della tradizione Veneziana del vetro soffiato.
- Il 20 marzo 2013 la Distilleria Bottega s.r.l. ha cambiato ragione sociale, diventando Bottega S.p.A.
- Nel gennaio 2014 Bottega S.p.A. apre il primo Prosecco Bar sulla nave Cinderella del gruppo Viking (Scandinavia).
- Nel 2018, Bottega inaugura una nuova cantina a Valgatara di Marano, nel cuore della zona "classica" della Valpolicella
- Ad inizio 2022 Bottega spa esporta i suoi vini e le sue grappe in 148 Paesi nel mondo per un fatturato che nel 2021 ha toccato i 67,7 milioni di euro[1]

## Marchi
- Accademia
- Alexander
- Bottega
- Cellini
- Collina del sole
- Pronol

## Premi e Riconoscimenti
- Il 6 Giugno 2010 Bottega è entrata nel guinness dei primati (Guinness World Record) per la bottiglia di grappa più grande al mondo: 138,40 litri e 1.86 m di altezza[3].
- Secondo l'analisi effettuata da IWSR, International Wine and Spirits Research[4], su Champagne e vini spumanti nei Duty Free, Bottega Gold Prosecco DOC è risultato il vino Prosecco più venduto ed è secondo nella categoria Vini Spumanti, preceduto solamente da Moët & Chandon.
- Nel 2017 l'azienda si è posizionata 33ª a livello Nazionale considerando le prime 104 cantine Italiane[5].

## Pubblicazioni
- I 100 piatti del prosecco - Sandro Bottega, Illustratore: Galifi F., Premoli I. - Mondadori Electa, 2020, ISBN 889182948X
- Spirit of life. Grappa, la sua storia e la sua vitalità nelle cucine del mondo - Sandro Bottega, Peter Dowling - I Antichi Editori Venezia, 2017, ISBN 8898584318
- Spirit of Life. Grappa, its story and its place in the world cuisine- Sandro Bottega, Peter Dowling - I Antichi Editori Venezia, 2017, ISBN 8898584326
- La grappa e i suoi sapori. 82 ricette per preparare: antipasti, primi e secondi piatti, piatti di mezzo, pizze e piatti unici, dessert e cocktail - Sandro Bottega, Giovanni Savio - San Paolo Edizioni, 1995, ISBN 8821529053